# 湯浅清子

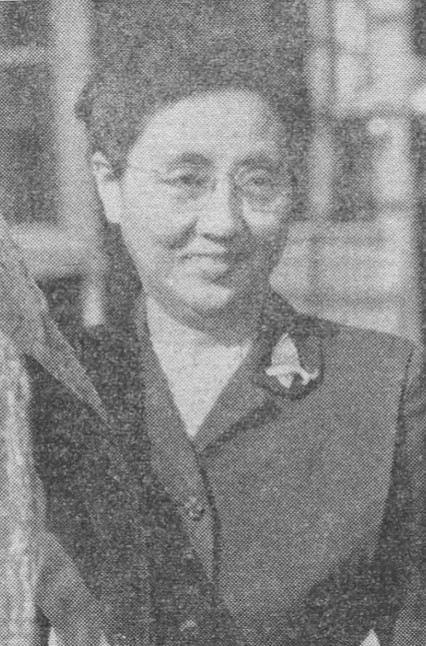
湯浅清子（1957年）

湯浅 清子（ゆあさ きよこ、1901年〈明治34年〉1月1日 - 1972年〈昭和47年〉4月22日）は、日本の教育者、宗教家である。元日本基督教女子青年会副会長。夫は同志社総長の湯浅八郎、矢嶋楫子の孫。湯浅洋は息子である。旧姓鵜飼清子。
1901年に鵜飼猛、妙子の長女として東京府に生まれる。1913年に女子学院に入学し、祖母矢嶋楫子や植村環の薫陶を受けた。
1914年からアメリカ合衆国アイオワ州シンプソン大学で学ぶ。1922年に卒業し、イリノイ州で湯浅八郎と結婚する。夫と共に、ヨーロッパで学び、1924年に帰国する。1927年、26歳の時に京都YWCAの会長になる。日本YWCAの要職を歴任した。
1947年に京都市教育委員に当選する。また、京都家庭裁判所調停委員などを務めた。